# Alliance générale des syndicats du Suriname "De Moederbond"
L'Algemeen Verbond van Vakverenigingen in Suriname "De Moederbond" (MOEDERBOND - Alliance générale des syndicats du Suriname) est une organisation syndicale du Suriname fondée en 1951. Elle est affiliée à la Confédération syndicale internationale et à la Confédération syndicale des travailleurs et travailleuses des Amériques.